# Prince Robinson
Prince Robinson (Portsmouth, 7 juni 1902 – New York, 23 juli 1960) was een Amerikaanse jazzmuzikant (saxofoon, klarinet) van de swing.

## Biografie
Robinson kwam in 1924 naar New York en speelde daar met Elmer Snowden, Duke Ellington (1924) en was in 1927 met Leon Abbey op een Zuid-Amerikaanse tournee. Daarna was hij lid van McKinney's Cotton Pickers, waarbij hij in de nummers Crying and Sighting, Rainbow Round My Shoulder (1928) en I Found a New Baby (1929) solistisch schitterde. Na de ontbinding van de band in 1934 werkte hij samen met Blanche Calloway, Willie Bryant (1937/38), Roy Eldridge, Lucky Millinder en van 1940 tot 1944 met Louis Armstrong (te horen in de nummers Yes Suh, I'll Get Mine Bye and Bye (1941) en Coquette (1942)). Hij nam tijdens deze periode ook nummers op met Teddy Wilson (You Showd Me the Way, The Mood That I'm In, 1937) en Lil Hardin Armstrong (When I Went Back Home, 1937). Van 1947 tot 1953 werkte hij samen met Claude Hopkins, in 1953 met Dickie Wells en vanaf 1954 met Freddie Washington.

## Overlijden
Prince Robinson overleed in juli 1960 op 58-jarige leeftijd.